# Project Management Institute
El Project Management Institute (PMI) es una organización sin fines de lucro que asocia a empresas e instituciones relacionadas con la gestión de proyectos. Desde principios de 2011, es la más grande del mundo en su índole al estar integrada por cerca de 500.000 miembros en casi 100 países. La oficina central se encuentra en la localidad de Newtown Square, en la periferia de Filadelfia (Pensilvania, Estados Unidos). Sus principales objetivos son formular estándares profesionales en gestión de proyectos y generar conocimiento a través de la investigación, desarrollando programas de certificación.

## Historia
El PMI se fundó en 1969 por 40 voluntarios. Su primer seminario se celebró en Atlanta (GA), al que acudieron menos de un centenar de personas. En la década de los 70 se realizó el primer capítulo, lo que permitió realizar fuera de EE. UU. el primer seminario. A finales de 1970, ya casi 2.000 miembros formaban parte de la organización. En la década de los 80 se realizó la primera evaluación para la certificación PMP (siglas en inglés de profesional en gestión de proyectos); además, se implantó un código de ética para la profesión. A principios de los 90 se publicó la primera edición de la Guía PMBOK, la cual se convirtió en un pilar básico para la gestión y dirección de proyectos. Ya en el año 2000, el PMI estaba integrado por más de 40.000 personas en calidad de miembros activos, 10.000 PMP certificados y habiendo vendido casi 300.000 ejemplares de la Guía.

## Metodología
Conceptos básicos de la metodología usada para alcanzar objetivos en un tiempo determinado:
- Administración es el proceso de alcanzar objetivos a través de las personas.[1]
- Proyecto es el conjunto de actividades a realizar para alcanzar un objetivo.[2]
- Estrategia es la ruta o camino que se sigue para alcanzar un objetivo.[3]
- Objetivo es aquello que se desea conseguir mediante un conjunto de actividades en el largo plazo.[4]
- Meta es lo que se desea lograr en términos cuantitativos en el corto o mediano plazo.[5]

### Objetivos claros
La definición clara de lo que se pretende lograr es, por supuesto, la primera tarea. Tanto para la institución dueña del proyecto, como para la empresa o persona que lo va a desarrollar. Aquel que no tiene claros sus objetivos muy pronto llegará a ninguna parte. Para que los objetivos sean claros, se debe trabajar con expertos en el proyecto que se realizará, de otra forma será complicado definir tanto actividades eficientemente, así como calcular sus tiempos.

### Selección del liderazgo
Responsable de diseñar las estrategias para poder lograr las metas que se trazaron previamente. Se recomienda que en la fase de Inicio sea asignado el líder de proyecto y no se cambie durante todo el ciclo de vida del mismo.

### Definición de los recursos
Una vez que se fijen los objetivos y el líder del proyecto, se deben de definir los recursos humanos, económicos y materiales necesarios para alcanzar los fines establecidos. Este proceso debe ser flexible porque siempre habrá imponderables que resolver. Un elemento crucial es el cronograma de trabajo, el plan de comunicaciones, el plan de riesgos, el plan de adquisiciones (que son todos aquellos proveedores de servicios o de recursos humanos y materiales) y los planes de riesgo del proyecto.

### Acciones con las personas
Es importante considerar a todos los involucrados en el proyecto, no importa si tiene o no poder de decisión. El líder del proyecto tiene que considerar a todos los involucrados o stakeholders para poder plantear el objetivo del proyecto, de tal forma que todos salgan beneficiados.
En todo proyecto las personas son muy importantes. Trate de identificar desde un principio las personas más adecuadas, y rechace a las que no convienen. Tome en cuenta el dicho que utiliza la gente del campo, que con mucha sabiduría señala que Gallina que no da huevos, al caldo.  Una vez seleccionado el personal hay que poner manos a la obra.

### Evaluación, seguimiento y reconocimiento
Para asegurar que se alcancen los objetivos no basta  con tener objetivos claros, un buen líder del proyecto y recursos humanos, financieros y materiales adecuados; es necesario evaluar las etapas del proyecto periódicamente, con la finalidad de identificar desviaciones y aplicar correcciones. Conviene hacer un cuidadoso seguimiento. Además, una vez terminado el proyecto, se recomienda reconocer a las personas que se distinguieron por su trabajo en equipo y por su desempeño individual.

## PMBOK
La Guía de los fundamentos para la dirección de proyectos, o simplemente Guía PMBOK (del original en inglés A Guide to the Project Management Body of Knowledge), aglutina los fundamentos reconocidos como buenas prácticas para gestionar eficazmente cada proyecto empresarial. En su séptima edición, es el único estándar ANSI para la gestión de proyectos. Todos los programas educativos y certificaciones brindadas por el PMI guardan una estrecha relación con el PMBOK.

## Certificaciones
Actualmente, el Project Management Institute ofrece ocho tipos de certificación:
1. Asociado en Gestión de Proyectos Certificado (CAPM) es aquel que ha demostrado una base común de conocimientos y términos en el campo de la gestión de proyectos. Se requieren 1,500 horas de trabajo en un equipo de proyecto o 23 horas de educación formal en gestión de proyectos para conseguir esta certificación, además de un examen de 150 preguntas de las cuales 135 son válidas para el examinando y las otras 15 son preguntas de prueba del PMI.[8]
2. Profesional en Gestión de Proyectos (PMP) es aquel que ha experimentado una educación específica y requerimientos de experiencia, ha aceptado ceñirse a un código de conducta profesional y ha pasado un examen de 200 preguntas designado para medir objetivamente su conocimiento en gestión de proyectos. Se requieren 4.500 horas de trabajo en un equipo de proyectos. Adicionalmente, debe satisfacer requerimientos de certificación continuos, o de lo contrario pierde la certificación.
3. Profesional en Gestión de Portafolios (PfMP) La certificación PfMP reconoce experiencia avanzada, destreza y rendimiento necesarios para gestionar y alinear una cartera de proyectos y programas para realizar estrategias y objetivos organizacionales. Los titulares de la certificación PfMP supervisan el éxito de una o más carteras, equilibran las demandas conflictivas entre programas y proyectos, y asignan recursos basados en prioridades y capacidades organizacionales.
4. Profesional en Gestión de Programas (PgMP) es aquel que ha experimentado una educación específica y posee vasta experiencia en dirección de proyectos y programas, también ha aceptado ceñirse al código de ética y conducta profesional del PMI. Se requieren de 8 años de experiencia de trabajo en equipos de proyectos, examen de conocimientos y entrevistas por parte del personal del PMI. Las credenciales de CAPM o del PMP no son requisitos previos para obtener esta certificación.
5. PMI Profesional en Programación (PMI-SP)SM.
6. PMI Profesional en Gestión de Riesgos (PMI-RMP)SM.
7. PMI Practicante certificado por PMI en enfoques ágiles (PMI-ACP) es un profesional que aplica en sus proyectos técnicas y metodologías ágiles.[9]
8. PMI Profesional en análisis de negocios (PMI-PBA) es un profesional que trabaja con los interesados para definir sus requerimientos de negocio, darle forma a los resultados del proyecto e impulsar resultados de negocio exitosos.[10]

En 2017, el PMI reportó 486.672 miembros y cerca de 791.448 PMP en 175 países. Más de 40.000 certificaciones PMP expiran anualmente, ya que un PMP debe documentar experiencia en proyectos en curso y educación cada tres años. Hasta el 2017, la certificación PMP crecía a un promedio del 58% anual, en el caso de la CAPM en 2012 creció 140 veces la cantidad del año anterior, logrando un promedio de 1,445% anual. La PfPM a un promedio de 1,800% anual y la PgPM con 10 años creciendo al 56,3% anual.
| Certificación | Cantidad |
| ------------- | -------- |
| CAPM          | 33.595   |
| PMP           | 775.054  |
| PfPM          | 438      |
| PgPM          | 1.940    |
| PMI-RMP       | 4.127    |
| PMI-SP        | 1.692    |
| PMI-PBA       | 1.411    |
| PMI-ACP       | 15.715   |